# Christoph Entzelt
Christoph Entzelt (latinizado: Encelius;  1517 en Saalfeld / Saale - † 15 de marzo de 1583 en Osterburg ) fue un clérigo protestante e historiador alemán.
Christoph Entzelt estudió desde 1532 en la Universidad de Wittenberg, donde Martin Luther asistía a las conferencias. En 1539, fue rector en Tangermünde, entonces párroco en Rathenow y en 1558 pastor en Osterburg.
Además de su trabajo pastoral, se ocupó de la historia de la Brandenburgesa Altmark. Como resultado de su investigación publicó en 1579 en Magdeburgo, un relieve por genealogías "Cronika der alten Mark", que experimentó varias ediciones posteriores y que fue la primera obra histórica independiente de Altmark. También publicó en 1581 un trabajo de Magdeburgo   "Ursprung und Ankunft des uralten ritterlichen Geschlechts derer von Alvensleben".

## Obras
- Chronicon oder Kurtze einfeltige verzeichenus/ darinne begriffen / wer Die Alte Marck und nechste Lender darbey sind der Sindfluth bewonet hat. Magdeburg 1579, Reprint (Faksimilie) vom Original, Becker, Potsdam 2011, ISBN 978-3-88372-038-8

## Literatura
- Hermann Bohm: Christoph Entzelts Altmärkische Chronik. Neu herausgegeben. (In: Veröffentlichungen des Vereins für Geschichte der Mark Brandenburg; Duncker & Humblot, Leipzig 1911) (Unveränderter Nachdruck dieser kritischen Edition nach der Erstausgabe: Naumburger Verlagsanstalt, Aschersleben 2011. ISBN 978-3-86156-155-2)
- Georg Brückner: Entzelt, Christoph. In: Allgemeine Deutsche Biographie (ADB). Band 6, Duncker & Humblot, Leipzig 1877, pp. 155.
- Entzelt oder Einzeld, Enzelius, Christoph. In: Johann Heinrich Zedler: Grosses vollständiges Universal-Lexicon Aller Wissenschafften und Künste. Tomo 8, Leipzig 1734, 1303 pp.
- Heinz Scheible: Melanchthons Briefwechsel, Personen 11.

Originalwerke:
- De Re Metallica. Frankfurt 1557, Online-Ausgabe der Sächsischen Landesbibliothek – Staats- und Universitätsbibliothek Dresden

- Datos: Q1084816